# Porto Ulisse
Il porto Ulisse è il porticciolo di Ognina, quartiere periferico della città di Catania.

## Descrizione
Il porto Ulisse si trova sulla costa nord della città di Catania ricavato da un'insenatura nella scogliera rocciosa; era un approdo portuale di Catania sin dall'antichità. Nell'area ove sorge il porto attuale sfociava un fiume il Lognina (o l'Ognina) che venne seppellito da una colata lavica dell'Etna in epoca medioevale. Nel 1381 il borgo di Ognina venne interamente sepolto da una colata di lava e dell'approdo rimase solo una piccola insenatura, quella attuale. Nel porto era presente anche una fiorente attività cantieristica i cui mastri d'ascia erano conosciuti ed apprezzati.
Da porto da pesca nel dopoguerra si è lentamente attrezzato come porto turistico ed oggi offre servizi ed assistenza specializzati.
Il porto si trova circa 3 miglia a nord-est del Porto di Catania ed è protetto da un molo foraneo di oltre 150 m con faro rosso di segnalazione sulla testata, un molo interno più piccolo e vari pontili galleggianti. I fondali vanno da 1,5 a 12 metri di profondità e sono fangosi nella parte più interna e rocciosi verso l'esterno.
Il porto è attrezzato con rifornimento di carburante ed acqua, cantieri navali e quattro gru di alaggio. Vi hanno sede diversi club nautici.

## Galleria d'immagini

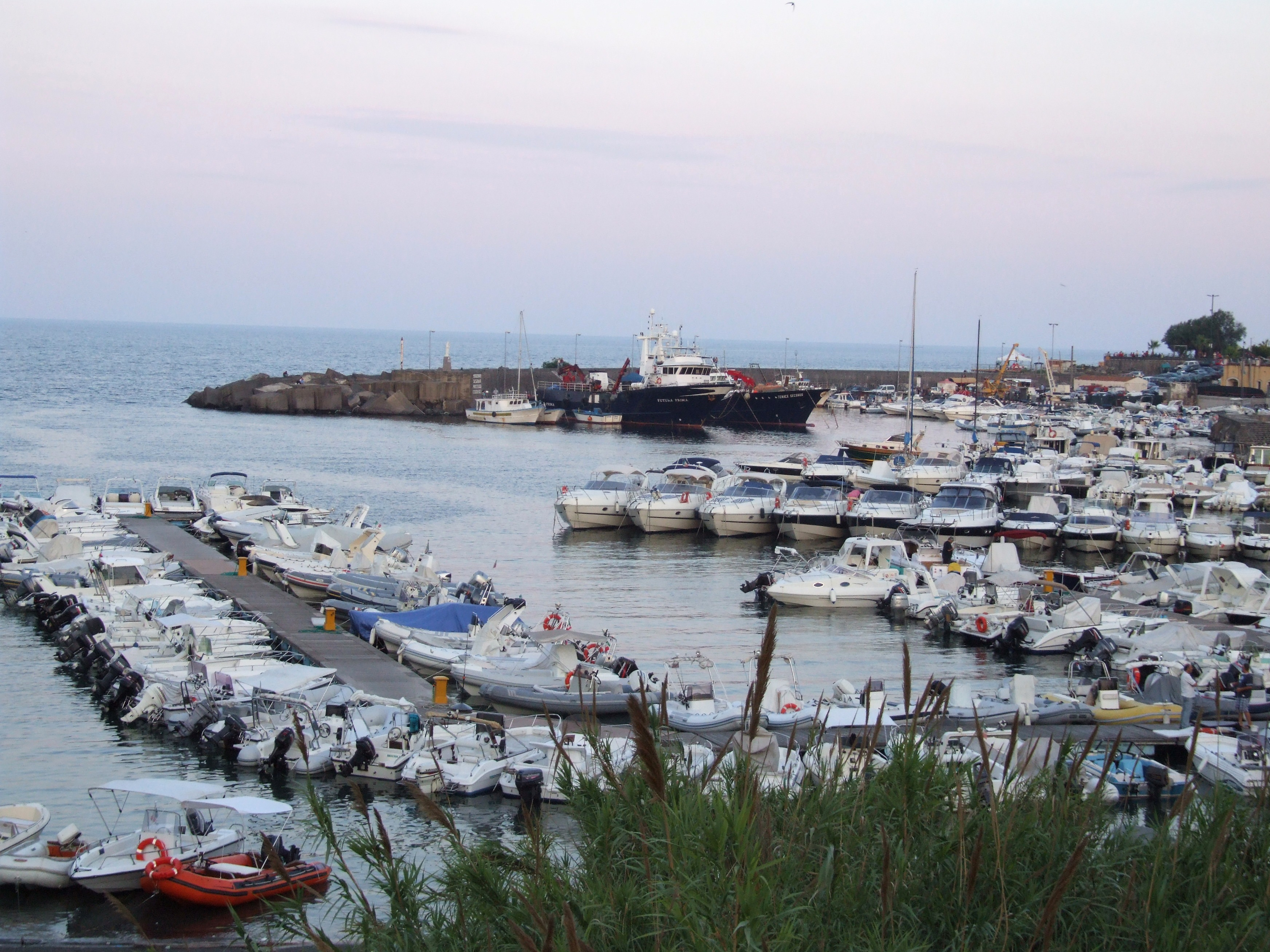
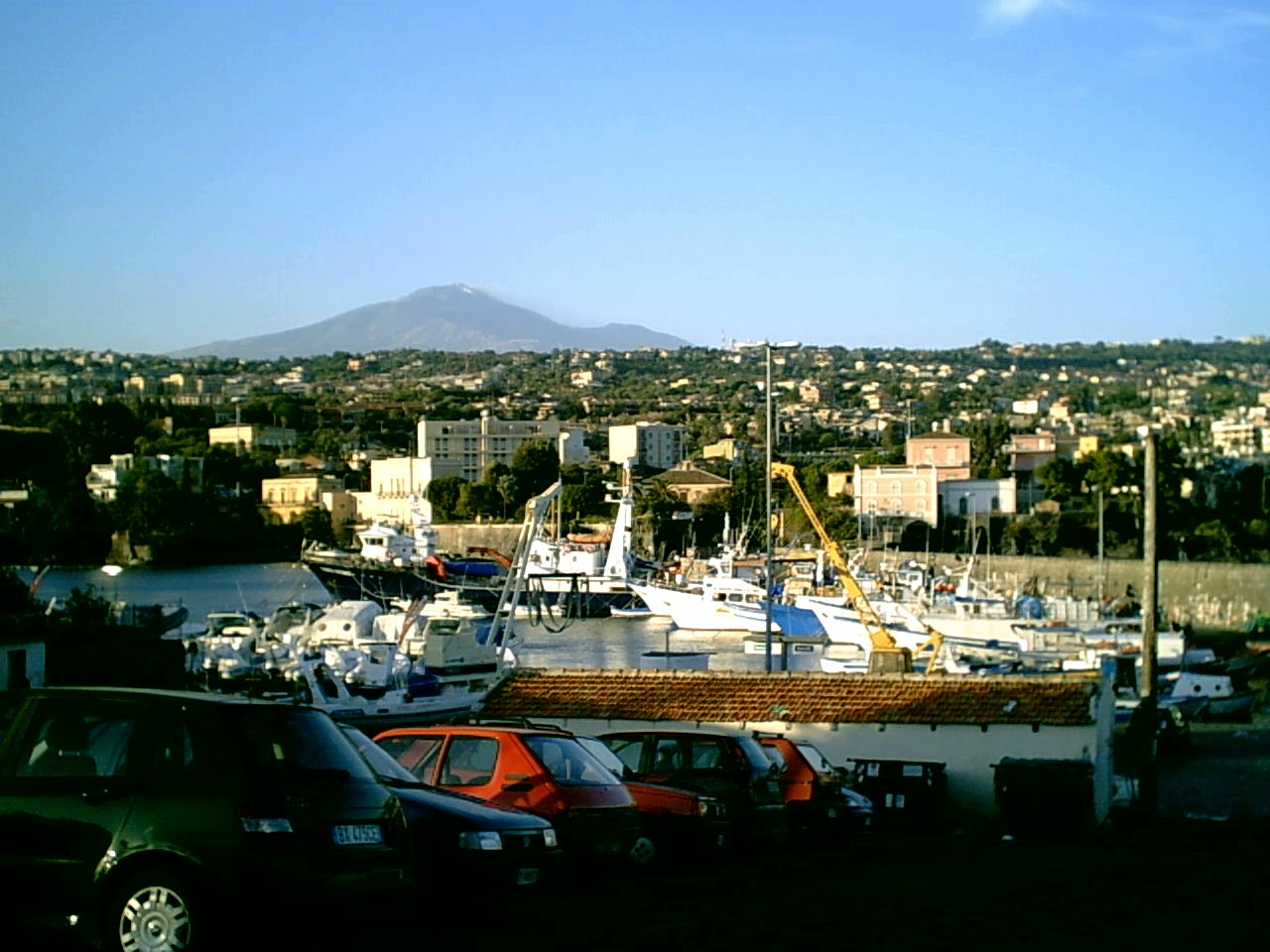
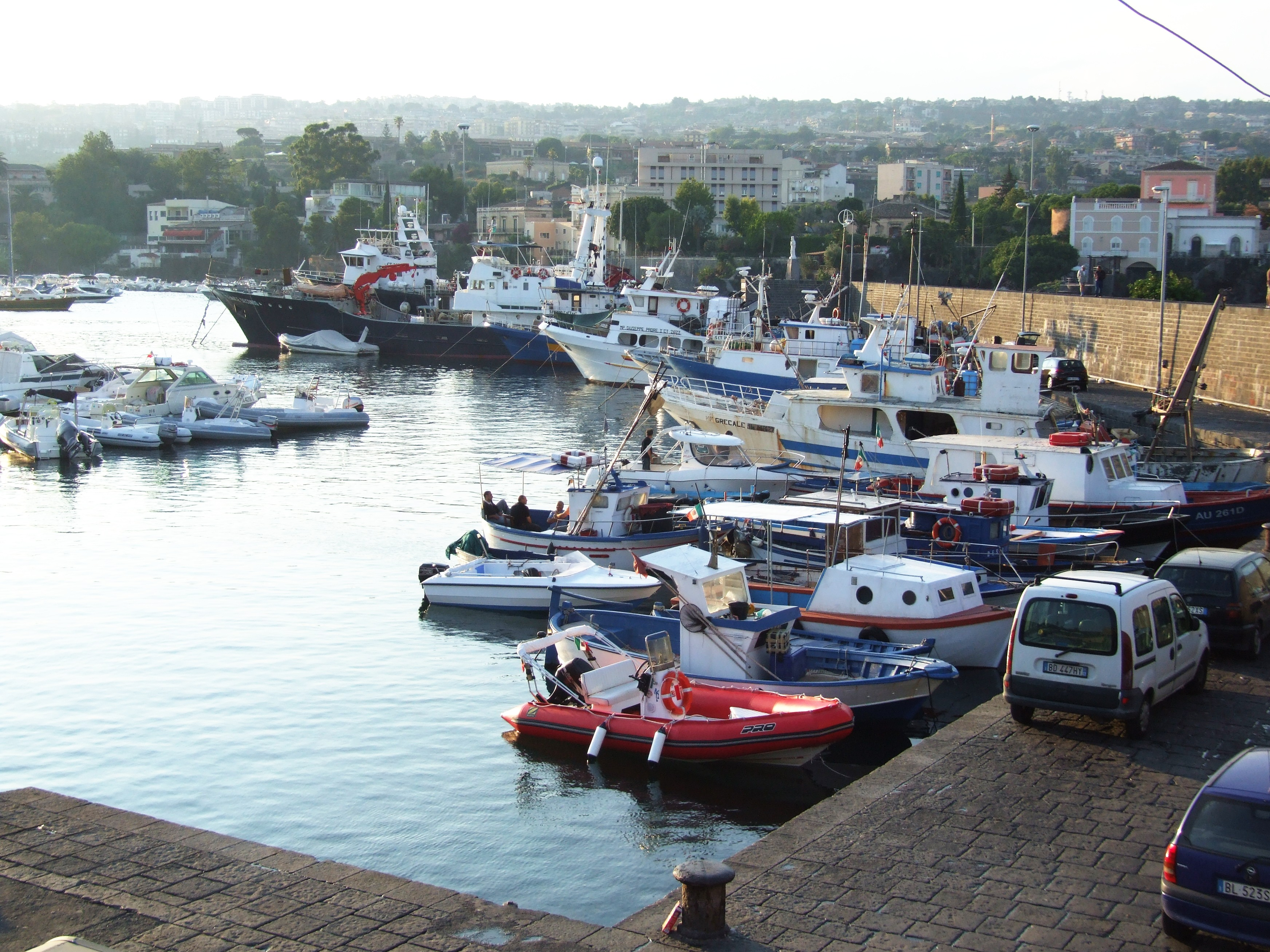